# Callithomia foxi
Callithomia foxi är en fjärilsart som beskrevs av Masters 1971. Callithomia foxi ingår i släktet Callithomia och familjen praktfjärilar. Inga underarter finns listade i Catalogue of Life.